# رينيه راموس لاتور
رينيه راموس لاتور (بالإسبانية: René Ramos Latour)‏ (ولد 12 مايو 1932 في أنتيلا، كوبا - توفي 30 يوليو 1958) كان قائدًا بفترة حُكم فيدل كاسترو أثناء الثورة الكوبية. تعرض لأصابات خطيرة أدت إلى وفاتهُ في معركة لاس مرسيدس التي شنها فولغينسيو باتيستا ضد المتمردين الشيوعيون.

## روابط خارجية
- رينيه راموس لاتور على موقع (ecured)